# Charles-Amédée Kohler

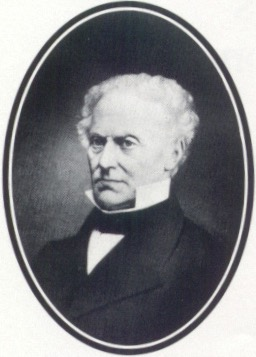
Charles-Amédée Kohler

Charles-Amédée Kohler (15 de junho de 1790 - 15 de setembro de 1874) foi um fabricante de chocolate e inventor suíço. Em 1830 inventou o chocolate com avelã (em francês: chocolat aux noisettes). Fundou, em 1831, na cidade suíça de Lausanne uma das primeiras fábricas de chocolate do país.